# Strade Bianche de 2022
A 16.ª edição da clássica ciclista Strade Bianche  foi uma corrida na Itália que se celebrou a 5 de março de 2022 sobre um percurso de 184 quilómetros com início e final na cidade de Siena, Itália.
A corrida fez parte do UCI WorldTour de 2022, calendário ciclístico de máximo nível mundial, sendo a terceira corrida de dito circuito e foi vencida pelo esloveno Tadej Pogačar do UAE Emirates. Completaram o pódio, como segundo e terceiro classificado respectivamente, o espanhol Alejandro Valverde do Movistar e o dinamarquês Kasper Asgreen do Quick-Step Alpha Vinyl.

## Percurso
A corrida começou e terminou na cidade de Siena, realizados em sua totalidade no sul da província de Siena, na Toscana. A corrida é especialmente conhecido por seus caminhos de terra branca (strade bianche ou sterrati).
Quanto ao percurso da edição de 2022, mal teve diferenças nos primeiros quilómetros com respeito à prova de 2021, onde se incluíram 11 sectores e 63 quilómetros de trechos de terra, um 34% da prova, uma percentagem realmente chamativo numa corrida que se disputou sobre uma distância total de 184 quilómetros.
A corrida terminou como em anos anteriores na famosa Piazza do Campo de Siena, após uma estreita ascensão empedrada na Via Santa Caterina, no coração da cidade medieval, com trechos de até 16% de pendente máxima.
Sectores de caminhos de terra:
| Número | Nome                  | Km    | Comprimento (m) | Categoria         |
| ------ | --------------------- | ----- | --------------- | ----------------- |
| 1      | Vidritta              | 11    | 2100            | *                 |
| 2      | Bagnaia               | 23    | 5800            | *                 |
| 3      | Radi                  | 36,9  | 4400            | * · * · *         |
| 4      | A Piana               | 47,6  | 5500            | *                 |
| 5      | Lucignano d'Asso      | 73,7  | 11 900          | * · * · *         |
| 6      | Pieve a Salti         | 90    | 8000            | * · * · * · *     |
| 7      | San Martino in Grania | 111,3 | 9500            | * · * · *         |
| 8      | Monte Sante Marie     | 130   | 11 500          | * · * · * · * · * |
| 9      | Monteaperti           | 149,8 | 800             | *                 |
| 10     | Colle Pinzuto         | 161,2 | 2400            | * · * · * · *     |
| 11     | Le Tolfe              | 172,1 | 1100            | * · * · *         |

## Equipas participantes
Tomaram parte na corrida 22 equipas: 17 de categoria UCI WorldTeam e 5 de categoria UCI ProTeam. Formaram assim um pelotão de 149 ciclistas dos que acabaram 87. As equipas participantes foram:
| Equipes WorldTeam (17)- Team DSM - Trek-Segafredo - Israel-Premier Tech - Bora-Hansgrohe - Quick-Step Alpha Vinyl - Bahrain Victorious - BikeExchange-Jayco - Intermarché-Wanty-Gobert Matériaux - UAE Team Emirates - Jumbo-Visma - Astana Qazaqstan Team - EF Education-EasyPost - AG2R Citroën Team - Groupama-FDJ - Ineos Grenadiers - Lotto-Soudal - Movistar Team Equipes ProTeam (5)- Alpecin-Fenix - Bardiani-CSF-Faizanè - Eolo-Kometa - Drone Hopper-Androni Giocattoli - Arkéa-Samsic |
| |

## Classificação final
- A classificação finalizou da seguinte forma:[3]

### Classificação geral
| \| Classificação geral \| Classificação geral \| Classificação geral \| Classificação geral \| Classificação geral \| \| Ciclista \| Ciclista \| Equipe \| Tempo \| \| \| ------------------- \| --------------------- \| ---------------------------------- \| ------------------- \| ------------------- \| \| 1. \| Tadej Pogačar \| UAE Team Emirates \| 4h47m49s \| \| \| 2. \| Alejandro Valverde \| Movistar Team \| + 37s \| \| \| 3. \| Kasper Asgreen \| Quick-Step Alpha Vinyl \| + 46s \| \| \| 4. \| Attila Valter \| Groupama-FDJ \| + 1m07s \| \| \| 5. \| Pello Bilbao \| Bahrain Victorious \| + 1m09s \| \| \| 6. \| Jhonatan Narváez \| Ineos Grenadiers \| + 1m09s \| \| \| 7. \| Quinn Simmons \| Trek-Segafredo \| + 1m21s \| \| \| 8. \| Tim Wellens \| Lotto-Soudal \| + 1m25s \| \| \| 9. \| Simone Petilli \| Intermarché-Wanty-Gobert Matériaux \| + 1m35s \| \| \| 10. \| Sergio Higuita \| Bora-Hansgrohe \| + 1m53s \| \| \| 11. \| Michael Valgren \| EF Education-EasyPost \| + 1m56s \| \| \| 12. \| Floris De Tier \| Alpecin-Fenix \| + 1m57s \| \| \| 13. \| Lorenzo Rota \| Intermarché-Wanty-Gobert Matériaux \| + 1m57s \| \| \| 14. \| Sébastien Reichenbach \| Groupama-FDJ \| + 1m57s \| \| \| 15. \| Ruben Guerreiro \| EF Education-EasyPost \| + 1m57s \| \| \| 16. \| Toms Skujiņš \| Trek-Segafredo \| + 2m00s \| \| \| 17. \| Andrea Vendrame \| AG2R Citroën Team \| + 2m02s \| \| \| 18. \| Jai Hindley \| Bora-Hansgrohe \| + 2m03s \| \| \| 19. \| Filippo Zana \| Bardiani CSF Faizanè \| + 2m05s \| \| \| 20. \| Carlos Rodríguez \| Ineos Grenadiers \| + 2m07s \| \| |                       |                                    |          |
| |                       |                                    |          |
| Fonte: ProCyclingStats |                       |                                    |          |
| Classificação geral |                       |                                    |          |
| Ciclista | Ciclista              | Equipe                             | Tempo    |
| 1. | Tadej Pogačar         | UAE Team Emirates                  | 4h47m49s |
| 2. | Alejandro Valverde    | Movistar Team                      | + 37s    |
| 3. | Kasper Asgreen        | Quick-Step Alpha Vinyl             | + 46s    |
| 4. | Attila Valter         | Groupama-FDJ                       | + 1m07s  |
| 5. | Pello Bilbao          | Bahrain Victorious                 | + 1m09s  |
| 6. | Jhonatan Narváez      | Ineos Grenadiers                   | + 1m09s  |
| 7. | Quinn Simmons         | Trek-Segafredo                     | + 1m21s  |
| 8. | Tim Wellens           | Lotto-Soudal                       | + 1m25s  |
| 9. | Simone Petilli        | Intermarché-Wanty-Gobert Matériaux | + 1m35s  |
| 10. | Sergio Higuita        | Bora-Hansgrohe                     | + 1m53s  |
| 11. | Michael Valgren       | EF Education-EasyPost              | + 1m56s  |
| 12. | Floris De Tier        | Alpecin-Fenix                      | + 1m57s  |
| 13. | Lorenzo Rota          | Intermarché-Wanty-Gobert Matériaux | + 1m57s  |
| 14. | Sébastien Reichenbach | Groupama-FDJ                       | + 1m57s  |
| 15. | Ruben Guerreiro       | EF Education-EasyPost              | + 1m57s  |
| 16. | Toms Skujiņš          | Trek-Segafredo                     | + 2m00s  |
| 17. | Andrea Vendrame       | AG2R Citroën Team                  | + 2m02s  |
| 18. | Jai Hindley           | Bora-Hansgrohe                     | + 2m03s  |
| 19. | Filippo Zana          | Bardiani CSF Faizanè               | + 2m05s  |
| 20. | Carlos Rodríguez      | Ineos Grenadiers                   | + 2m07s  |

## Ciclistas participantes e posições finais
| Quick-Step Alpha Vinyl QST | Quick-Step Alpha Vinyl QST         | Quick-Step Alpha Vinyl QST |
| -------------------------- | ---------------------------------- | -------------------------- |
| Num                        | Ciclista                           | Pos                        |
| 1                          | Julian Alaphilippe (FRA) (estrada) | 58.                        |
| 2                          | Kasper Asgreen (DEN)               | 3.                         |
| 3                          | Dries Devenyns (BEL)               | DNF                        |
| 4                          | Mikkel Honoré (DEN)                | 67.                        |
| 5                          | Mauro Schmid (SUI)                 | DNF                        |
| 6                          | Pieter Serry (BEL)                 | 40.                        |
| 7                          | Louis Vervaeke (BEL)               | DNF                        |

| AG2R Citroën Team ACT | AG2R Citroën Team ACT   | AG2R Citroën Team ACT |
| --------------------- | ----------------------- | --------------------- |
| Num                   | Ciclista                | Pos                   |
| 11                    | Greg Van Avermaet (BEL) | 41.                   |
| 12                    | Clément Berthet (FRA)   | 76.                   |
| 13                    | Lilian Calmejane (FRA)  | 42.                   |
| 14                    | Benoît Cosnefroy (FRA)  | 29.                   |
| 15                    | Michael Schär (SUI)     | 66.                   |
| 16                    | Andrea Vendrame (ITA)   | 17.                   |
| 17                    | Clément Venturini (FRA) | DNF                   |

| Alpecin-Fenix AFC | Alpecin-Fenix AFC       | Alpecin-Fenix AFC |
| ----------------- | ----------------------- | ----------------- |
| Num               | Ciclista                | Pos               |
| 21                | Floris De Tier (BEL)    | 12.               |
| 22                | Michael Gogl (AUT)      | DNF               |
| 23                | Xandro Meurisse (BEL)   | 22.               |
| 24                | Stefano Oldani (ITA)    | DNF               |
| 25                | Robert Stannard (AUS)   | 51.               |
| 26                | Scott Thwaites (GBR)    | 44.               |
| 27                | Gianni Vermeersch (BEL) | DNF               |

| Astana Qazaqstan Team AST | Astana Qazaqstan Team AST | Astana Qazaqstan Team AST |
| ------------------------- | ------------------------- | ------------------------- |
| Num                       | Ciclista                  | Pos                       |
| 31                        | Gianni Moscon (ITA)       | DNF                       |
| 32                        | Leonardo Basso (ITA)      | DNF                       |
| 33                        | Manuele Boaro (ITA)       | DNF                       |
| 34                        | Michele Gazzoli (ITA)     | DNF                       |
| 35                        | Miguel Ángel López (COL)  | DNF                       |
| 36                        | Davide Martinelli (ITA)   | DNF                       |
| 37                        | Simone Velasco (ITA)      | 21.                       |

| Bahrain Victorious TBV | Bahrain Victorious TBV        | Bahrain Victorious TBV |
| ---------------------- | ----------------------------- | ---------------------- |
| Num                    | Ciclista                      | Pos                    |
| 41                     | Matej Mohorič (SLO) (estrada) | DNF                    |
| 42                     | Pello Bilbao (ESP)            | 5.                     |
| 43                     | Heinrich Haussler (AUS)       | DNF                    |
| 44                     | Alejandro Osorio (COL)        | NP                     |
| 45                     | Hermann Pernsteiner (AUT)     | 46.                    |
| 46                     | Jan Tratnik (SLO)             | 37.                    |
| 47                     | Edoardo Zambanini (ITA)       | 37.                    |

| Bardiani CSF Faizanè BCF | Bardiani CSF Faizanè BCF | Bardiani CSF Faizanè BCF |
| ------------------------ | ------------------------ | ------------------------ |
| Num                      | Ciclista                 | Pos                      |
| 51                       | Giovanni Visconti (ITA)  | DNF                      |
| 52                       | Jonathan Cañaveral (COL) | DNF                      |
| 53                       | Filippo Fiorelli (ITA)   | DNF                      |
| 54                       | Davide Gabburo (ITA)     | 70.                      |
| 55                       | Alex Tolio (ITA)         | DNF                      |
| 56                       | Filippo Zana (ITA)       | 19.                      |
| 57                       | Samuele Zoccarato (ITA)  | 52.                      |

| Bora-Hansgrohe BOH | Bora-Hansgrohe BOH             | Bora-Hansgrohe BOH |
| ------------------ | ------------------------------ | ------------------ |
| Num                | Ciclista                       | Pos                |
| 61                 | Cesare Benedetti (POL)         | DNF                |
| 62                 | Patrick Gamper (AUT)           | 69.                |
| 63                 | Sergio Higuita (COL) (estrada) | 10.                |
| 64                 | Jai Hindley (AUS)              | 18.                |
| 65                 | Patrick Konrad (AUT) (estrada) | DNF                |
| 66                 | Ide Schelling (NED)            | 83.                |
| 67                 | Ben Zwiehoff (GER)             | 43.                |

| Drone Hopper-Androni Giocattoli DRA | Drone Hopper-Androni Giocattoli DRA | Drone Hopper-Androni Giocattoli DRA |
| ----------------------------------- | ----------------------------------- | ----------------------------------- |
| Num                                 | Ciclista                            | Pos                                 |
| 71                                  | Juan Diego Alba (COL)               | DNF                                 |
| 72                                  | Mattia Bais (ITA)                   | 62.                                 |
| 73                                  | Umberto Marengo (ITA)               | DNF                                 |
| 74                                  | Simone Ravanelli (ITA)              | NP                                  |
| 75                                  | Jhonatan Restrepo (COL)             | 65.                                 |
| 76                                  | Gabriele Benedetti (ITA)            | DNF                                 |
| 77                                  | Edoardo Zardini (ITA)               | DNF                                 |

| EF Education-EasyPost EFE | EF Education-EasyPost EFE | EF Education-EasyPost EFE |
| ------------------------- | ------------------------- | ------------------------- |
| Num                       | Ciclista                  | Pos                       |
| 81                        | Michael Valgren (DEN)     | 11.                       |
| 82                        | Jonathan Caicedo (ECU)    | 55.                       |
| 83                        | Ruben Guerreiro (POR)     | 15.                       |
| 84                        | Ben Healy (IRL)           | DNF                       |
| 86                        | Tom Scully (NZL)          | 78.                       |
| 87                        | Marijn van den Berg (NED) | 87.                       |

| Eolo-Kometa EOK | Eolo-Kometa EOK           | Eolo-Kometa EOK |
| --------------- | ------------------------- | --------------- |
| Num             | Ciclista                  | Pos             |
| 91              | Vincenzo Albanese (ITA)   | 25.             |
| 92              | Simone Bevilacqua (ITA)   | DNF             |
| 93              | Márton Dina (HUN)         | DNF             |
| 94              | Erik Fetter (HUN)         | 47.             |
| 95              | Sergio García (ESP)       | HD              |
| 96              | Samuele Rivi (ITA)        | 86.             |
| 97              | Diego Pablo Sevilla (ESP) | 64.             |

| Groupama-FDJ GFC | Groupama-FDJ GFC            | Groupama-FDJ GFC |
| ---------------- | --------------------------- | ---------------- |
| Num              | Ciclista                    | Pos              |
| 101              | Thibaut Pinot (FRA)         | 49.              |
| 102              | Lewis Askey (GBR)           | 35.              |
| 103              | Antoine Duchesne (CAN)      | DNF              |
| 104              | Fabian Lienhard (SUI)       | 63.              |
| 105              | Tobias Ludvigsson (SWE)     | 60.              |
| 106              | Sébastien Reichenbach (SUI) | 14.              |
| 107              | Attila Valter (HUN)         | 4.               |

| Ineos Grenadiers IGD | Ineos Grenadiers IGD      | Ineos Grenadiers IGD |
| -------------------- | ------------------------- | -------------------- |
| Num                  | Ciclista                  | Pos                  |
| 111                  | Salvatore Puccio (ITA)    | DNF                  |
| 112                  | Richard Carapaz (ECU)     | 30.                  |
| 113                  | Jhonatan Narváez (ECU)    | 6.                   |
| 114                  | Carlos Rodríguez (ESP)    | 20.                  |
| 115                  | Ben Swift (GBR) (estrada) | DNF                  |
| 117                  | Ben Turner (GBR)          | 81.                  |

| Intermarché-Wanty-Gobert Matériaux IWG | Intermarché-Wanty-Gobert Matériaux IWG | Intermarché-Wanty-Gobert Matériaux IWG |
| -------------------------------------- | -------------------------------------- | -------------------------------------- |
| Num                                    | Ciclista                               | Pos                                    |
| 121                                    | Quinten Hermans (BEL)                  | 54.                                    |
| 122                                    | Jan Bakelants (BEL)                    | DNF                                    |
| 123                                    | Théo Delacroix (FRA)                   | DNF                                    |
| 124                                    | Simone Petilli (ITA)                   | 9.                                     |
| 125                                    | Domenico Pozzovivo (ITA)               | DNF                                    |
| 126                                    | Lorenzo Rota (ITA)                     | 13.                                    |
| 127                                    | Taco van der Hoorn (NED)               | 80.                                    |

| Israel-Premier Tech IPT | Israel-Premier Tech IPT  | Israel-Premier Tech IPT |
| ----------------------- | ------------------------ | ----------------------- |
| Num                     | Ciclista                 | Pos                     |
| 131                     | Jakob Fuglsang (DEN)     | 36.                     |
| 132                     | Matthias Brändle (AUT)   | DNF                     |
| 133                     | Alexander Cataford (CAN) | 77.                     |
| 134                     | Simon Clarke (AUS)       | 26.                     |
| 135                     | Taj Jones (AUS)          | DNF                     |
| 136                     | Krists Neilands (LAT)    | 57.                     |
| 137                     | Guy Sagiv (ISR)          | DNF                     |

| Jumbo-Visma TJV | Jumbo-Visma TJV             | Jumbo-Visma TJV |
| --------------- | --------------------------- | --------------- |
| Num             | Ciclista                    | Pos             |
| 141             | Tiesj Benoot (BEL)          | DNF             |
| 142             | Koen Bouwman (NED)          | 45.             |
| 144             | Robert Gesink (NED)         | 68.             |
| 145             | Sepp Kuss (USA)             | 31.             |
| 146             | Timo Roosen (NED) (estrada) | 72.             |
| 147             | Milan Vader (NED)           | 50.             |

| Lotto-Soudal LTS | Lotto-Soudal LTS         | Lotto-Soudal LTS |
| ---------------- | ------------------------ | ---------------- |
| Num              | Ciclista                 | Pos              |
| 151              | Tim Wellens (BEL)        | 8.               |
| 152              | Victor Campenaerts (BEL) | DNF              |
| 153              | Roger Kluge (GER)        | 59.              |
| 154              | Andreas Kron (DEN)       | 24.              |
| 155              | Harry Sweeny (AUS)       | HD               |
| 156              | Maxim Van Gils (BEL)     | 53.              |
| 157              | Brent Van Moer (BEL)     | DNF              |

| Movistar Team MOV | Movistar Team MOV               | Movistar Team MOV |
| ----------------- | ------------------------------- | ----------------- |
| Num               | Ciclista                        | Pos               |
| 161               | Alejandro Valverde (ESP)        | 2.                |
| 162               | Jorge Arcas (ESP)               | DNF               |
| 163               | Mathias Norsgaard (DEN)         | 75.               |
| 164               | Lluís Mas (ESP)                 | DNF               |
| 165               | Nelson Oliveira (POR)           | 33.               |
| 166               | Einer Rubio (COL)               | DNF               |
| 167               | Gonzalo Serrano Rodríguez (ESP) | 48.               |

| Arkéa-Samsic ARK | Arkéa-Samsic ARK          | Arkéa-Samsic ARK |
| ---------------- | ------------------------- | ---------------- |
| Num              | Ciclista                  | Pos              |
| 171              | Warren Barguil (FRA)      | 27.              |
| 172              | Anthony Delaplace (FRA)   | 34.              |
| 173              | Miguel Flórez López (COL) | 85.              |
| 174              | Élie Gesbert (FRA)        | DNF              |
| 175              | Romain Hardy (FRA)        | HD               |
| 176              | Alan Riou (FRA)           | 82.              |
| 177              | Clément Russo (FRA)       | 73.              |

| BikeExchange-Jayco BEX | BikeExchange-Jayco BEX   | BikeExchange-Jayco BEX |
| ---------------------- | ------------------------ | ---------------------- |
| Num                    | Ciclista                 | Pos                    |
| 181                    | Michael Matthews (AUS)   | DNF                    |
| 182                    | Sam Bewley (NZL)         | DNF                    |
| 183                    | Kevin Colleoni (ITA)     | 74.                    |
| 184                    | Tsgabu Grmay (ETH)       | DNF                    |
| 185                    | Alexander Konychev (ITA) | DNF                    |
| 187                    | Matteo Sobrero (ITA)     | DNF                    |

| Team DSM DSM | Team DSM DSM            | Team DSM DSM |
| ------------ | ----------------------- | ------------ |
| Num          | Ciclista                | Pos          |
| 191          | Nikias Arndt (GER)      | DNF          |
| 192          | Marco Brenner (GER)     | DNF          |
| 193          | Romain Combaud (FRA)    | 61.          |
| 194          | Chris Hamilton (AUS)    | DNF          |
| 195          | Leon Heinschke (GER)    | DNF          |
| 196          | Joris Nieuwenhuis (NED) | 39.          |

| Trek-Segafredo TFS | Trek-Segafredo TFS           | Trek-Segafredo TFS |
| ------------------ | ---------------------------- | ------------------ |
| Num                | Ciclista                     | Pos                |
| 201                | Gianluca Brambilla (ITA)     | DNF                |
| 202                | Dario Cataldo (ITA)          | 56.                |
| 203                | Alexander Kamp (DEN)         | 38.                |
| 204                | Antonio Tiberi (ITA)         | 71.                |
| 205                | Quinn Simmons (USA)          | 7.                 |
| 206                | Toms Skujiņš (LAT) (estrada) | 16.                |
| 207                | Edward Theuns (BEL)          | 84.                |

| UAE Team Emirates UAD | UAE Team Emirates UAD      | UAE Team Emirates UAD |
| --------------------- | -------------------------- | --------------------- |
| Num                   | Ciclista                   | Pos                   |
| 211                   | Tadej Pogačar (SLO)        | 1.                    |
| 212                   | Mikkel Bjerg (DEN)         | DNF                   |
| 213                   | Alessandro Covi (ITA)      | 28.                   |
| 214                   | Maximiliano Richeze (ARG)  | DNF                   |
| 215                   | Vegard Stake Laengen (NOR) | DNF                   |
| 216                   | Marc Soler (ESP)           | 79.                   |
| 217                   | Diego Ulissi (ITA)         | 23.                   |

| Quick-Step Alpha Vinyl QST | Quick-Step Alpha Vinyl QST         | Quick-Step Alpha Vinyl QST |
| -------------------------- | ---------------------------------- | -------------------------- |
| Num                        | Ciclista                           | Pos                        |
| 1                          | Julian Alaphilippe (FRA) (estrada) | 58.                        |
| 2                          | Kasper Asgreen (DEN)               | 3.                         |
| 3                          | Dries Devenyns (BEL)               | DNF                        |
| 4                          | Mikkel Honoré (DEN)                | 67.                        |
| 5                          | Mauro Schmid (SUI)                 | DNF                        |
| 6                          | Pieter Serry (BEL)                 | 40.                        |
| 7                          | Louis Vervaeke (BEL)               | DNF                        |

| AG2R Citroën Team ACT | AG2R Citroën Team ACT   | AG2R Citroën Team ACT |
| --------------------- | ----------------------- | --------------------- |
| Num                   | Ciclista                | Pos                   |
| 11                    | Greg Van Avermaet (BEL) | 41.                   |
| 12                    | Clément Berthet (FRA)   | 76.                   |
| 13                    | Lilian Calmejane (FRA)  | 42.                   |
| 14                    | Benoît Cosnefroy (FRA)  | 29.                   |
| 15                    | Michael Schär (SUI)     | 66.                   |
| 16                    | Andrea Vendrame (ITA)   | 17.                   |
| 17                    | Clément Venturini (FRA) | DNF                   |

| Alpecin-Fenix AFC | Alpecin-Fenix AFC       | Alpecin-Fenix AFC |
| ----------------- | ----------------------- | ----------------- |
| Num               | Ciclista                | Pos               |
| 21                | Floris De Tier (BEL)    | 12.               |
| 22                | Michael Gogl (AUT)      | DNF               |
| 23                | Xandro Meurisse (BEL)   | 22.               |
| 24                | Stefano Oldani (ITA)    | DNF               |
| 25                | Robert Stannard (AUS)   | 51.               |
| 26                | Scott Thwaites (GBR)    | 44.               |
| 27                | Gianni Vermeersch (BEL) | DNF               |

| Astana Qazaqstan Team AST | Astana Qazaqstan Team AST | Astana Qazaqstan Team AST |
| ------------------------- | ------------------------- | ------------------------- |
| Num                       | Ciclista                  | Pos                       |
| 31                        | Gianni Moscon (ITA)       | DNF                       |
| 32                        | Leonardo Basso (ITA)      | DNF                       |
| 33                        | Manuele Boaro (ITA)       | DNF                       |
| 34                        | Michele Gazzoli (ITA)     | DNF                       |
| 35                        | Miguel Ángel López (COL)  | DNF                       |
| 36                        | Davide Martinelli (ITA)   | DNF                       |
| 37                        | Simone Velasco (ITA)      | 21.                       |

| Bahrain Victorious TBV | Bahrain Victorious TBV        | Bahrain Victorious TBV |
| ---------------------- | ----------------------------- | ---------------------- |
| Num                    | Ciclista                      | Pos                    |
| 41                     | Matej Mohorič (SLO) (estrada) | DNF                    |
| 42                     | Pello Bilbao (ESP)            | 5.                     |
| 43                     | Heinrich Haussler (AUS)       | DNF                    |
| 44                     | Alejandro Osorio (COL)        | NP                     |
| 45                     | Hermann Pernsteiner (AUT)     | 46.                    |
| 46                     | Jan Tratnik (SLO)             | 37.                    |
| 47                     | Edoardo Zambanini (ITA)       | 37.                    |

| Bardiani CSF Faizanè BCF | Bardiani CSF Faizanè BCF | Bardiani CSF Faizanè BCF |
| ------------------------ | ------------------------ | ------------------------ |
| Num                      | Ciclista                 | Pos                      |
| 51                       | Giovanni Visconti (ITA)  | DNF                      |
| 52                       | Jonathan Cañaveral (COL) | DNF                      |
| 53                       | Filippo Fiorelli (ITA)   | DNF                      |
| 54                       | Davide Gabburo (ITA)     | 70.                      |
| 55                       | Alex Tolio (ITA)         | DNF                      |
| 56                       | Filippo Zana (ITA)       | 19.                      |
| 57                       | Samuele Zoccarato (ITA)  | 52.                      |

| Bora-Hansgrohe BOH | Bora-Hansgrohe BOH             | Bora-Hansgrohe BOH |
| ------------------ | ------------------------------ | ------------------ |
| Num                | Ciclista                       | Pos                |
| 61                 | Cesare Benedetti (POL)         | DNF                |
| 62                 | Patrick Gamper (AUT)           | 69.                |
| 63                 | Sergio Higuita (COL) (estrada) | 10.                |
| 64                 | Jai Hindley (AUS)              | 18.                |
| 65                 | Patrick Konrad (AUT) (estrada) | DNF                |
| 66                 | Ide Schelling (NED)            | 83.                |
| 67                 | Ben Zwiehoff (GER)             | 43.                |

| Drone Hopper-Androni Giocattoli DRA | Drone Hopper-Androni Giocattoli DRA | Drone Hopper-Androni Giocattoli DRA |
| ----------------------------------- | ----------------------------------- | ----------------------------------- |
| Num                                 | Ciclista                            | Pos                                 |
| 71                                  | Juan Diego Alba (COL)               | DNF                                 |
| 72                                  | Mattia Bais (ITA)                   | 62.                                 |
| 73                                  | Umberto Marengo (ITA)               | DNF                                 |
| 74                                  | Simone Ravanelli (ITA)              | NP                                  |
| 75                                  | Jhonatan Restrepo (COL)             | 65.                                 |
| 76                                  | Gabriele Benedetti (ITA)            | DNF                                 |
| 77                                  | Edoardo Zardini (ITA)               | DNF                                 |

| EF Education-EasyPost EFE | EF Education-EasyPost EFE | EF Education-EasyPost EFE |
| ------------------------- | ------------------------- | ------------------------- |
| Num                       | Ciclista                  | Pos                       |
| 81                        | Michael Valgren (DEN)     | 11.                       |
| 82                        | Jonathan Caicedo (ECU)    | 55.                       |
| 83                        | Ruben Guerreiro (POR)     | 15.                       |
| 84                        | Ben Healy (IRL)           | DNF                       |
| 86                        | Tom Scully (NZL)          | 78.                       |
| 87                        | Marijn van den Berg (NED) | 87.                       |

| Eolo-Kometa EOK | Eolo-Kometa EOK           | Eolo-Kometa EOK |
| --------------- | ------------------------- | --------------- |
| Num             | Ciclista                  | Pos             |
| 91              | Vincenzo Albanese (ITA)   | 25.             |
| 92              | Simone Bevilacqua (ITA)   | DNF             |
| 93              | Márton Dina (HUN)         | DNF             |
| 94              | Erik Fetter (HUN)         | 47.             |
| 95              | Sergio García (ESP)       | HD              |
| 96              | Samuele Rivi (ITA)        | 86.             |
| 97              | Diego Pablo Sevilla (ESP) | 64.             |

| Groupama-FDJ GFC | Groupama-FDJ GFC            | Groupama-FDJ GFC |
| ---------------- | --------------------------- | ---------------- |
| Num              | Ciclista                    | Pos              |
| 101              | Thibaut Pinot (FRA)         | 49.              |
| 102              | Lewis Askey (GBR)           | 35.              |
| 103              | Antoine Duchesne (CAN)      | DNF              |
| 104              | Fabian Lienhard (SUI)       | 63.              |
| 105              | Tobias Ludvigsson (SWE)     | 60.              |
| 106              | Sébastien Reichenbach (SUI) | 14.              |
| 107              | Attila Valter (HUN)         | 4.               |

| Ineos Grenadiers IGD | Ineos Grenadiers IGD      | Ineos Grenadiers IGD |
| -------------------- | ------------------------- | -------------------- |
| Num                  | Ciclista                  | Pos                  |
| 111                  | Salvatore Puccio (ITA)    | DNF                  |
| 112                  | Richard Carapaz (ECU)     | 30.                  |
| 113                  | Jhonatan Narváez (ECU)    | 6.                   |
| 114                  | Carlos Rodríguez (ESP)    | 20.                  |
| 115                  | Ben Swift (GBR) (estrada) | DNF                  |
| 117                  | Ben Turner (GBR)          | 81.                  |

| Intermarché-Wanty-Gobert Matériaux IWG | Intermarché-Wanty-Gobert Matériaux IWG | Intermarché-Wanty-Gobert Matériaux IWG |
| -------------------------------------- | -------------------------------------- | -------------------------------------- |
| Num                                    | Ciclista                               | Pos                                    |
| 121                                    | Quinten Hermans (BEL)                  | 54.                                    |
| 122                                    | Jan Bakelants (BEL)                    | DNF                                    |
| 123                                    | Théo Delacroix (FRA)                   | DNF                                    |
| 124                                    | Simone Petilli (ITA)                   | 9.                                     |
| 125                                    | Domenico Pozzovivo (ITA)               | DNF                                    |
| 126                                    | Lorenzo Rota (ITA)                     | 13.                                    |
| 127                                    | Taco van der Hoorn (NED)               | 80.                                    |

| Israel-Premier Tech IPT | Israel-Premier Tech IPT  | Israel-Premier Tech IPT |
| ----------------------- | ------------------------ | ----------------------- |
| Num                     | Ciclista                 | Pos                     |
| 131                     | Jakob Fuglsang (DEN)     | 36.                     |
| 132                     | Matthias Brändle (AUT)   | DNF                     |
| 133                     | Alexander Cataford (CAN) | 77.                     |
| 134                     | Simon Clarke (AUS)       | 26.                     |
| 135                     | Taj Jones (AUS)          | DNF                     |
| 136                     | Krists Neilands (LAT)    | 57.                     |
| 137                     | Guy Sagiv (ISR)          | DNF                     |

| Jumbo-Visma TJV | Jumbo-Visma TJV             | Jumbo-Visma TJV |
| --------------- | --------------------------- | --------------- |
| Num             | Ciclista                    | Pos             |
| 141             | Tiesj Benoot (BEL)          | DNF             |
| 142             | Koen Bouwman (NED)          | 45.             |
| 144             | Robert Gesink (NED)         | 68.             |
| 145             | Sepp Kuss (USA)             | 31.             |
| 146             | Timo Roosen (NED) (estrada) | 72.             |
| 147             | Milan Vader (NED)           | 50.             |

| Lotto-Soudal LTS | Lotto-Soudal LTS         | Lotto-Soudal LTS |
| ---------------- | ------------------------ | ---------------- |
| Num              | Ciclista                 | Pos              |
| 151              | Tim Wellens (BEL)        | 8.               |
| 152              | Victor Campenaerts (BEL) | DNF              |
| 153              | Roger Kluge (GER)        | 59.              |
| 154              | Andreas Kron (DEN)       | 24.              |
| 155              | Harry Sweeny (AUS)       | HD               |
| 156              | Maxim Van Gils (BEL)     | 53.              |
| 157              | Brent Van Moer (BEL)     | DNF              |

| Movistar Team MOV | Movistar Team MOV               | Movistar Team MOV |
| ----------------- | ------------------------------- | ----------------- |
| Num               | Ciclista                        | Pos               |
| 161               | Alejandro Valverde (ESP)        | 2.                |
| 162               | Jorge Arcas (ESP)               | DNF               |
| 163               | Mathias Norsgaard (DEN)         | 75.               |
| 164               | Lluís Mas (ESP)                 | DNF               |
| 165               | Nelson Oliveira (POR)           | 33.               |
| 166               | Einer Rubio (COL)               | DNF               |
| 167               | Gonzalo Serrano Rodríguez (ESP) | 48.               |

| Arkéa-Samsic ARK | Arkéa-Samsic ARK          | Arkéa-Samsic ARK |
| ---------------- | ------------------------- | ---------------- |
| Num              | Ciclista                  | Pos              |
| 171              | Warren Barguil (FRA)      | 27.              |
| 172              | Anthony Delaplace (FRA)   | 34.              |
| 173              | Miguel Flórez López (COL) | 85.              |
| 174              | Élie Gesbert (FRA)        | DNF              |
| 175              | Romain Hardy (FRA)        | HD               |
| 176              | Alan Riou (FRA)           | 82.              |
| 177              | Clément Russo (FRA)       | 73.              |

| BikeExchange-Jayco BEX | BikeExchange-Jayco BEX   | BikeExchange-Jayco BEX |
| ---------------------- | ------------------------ | ---------------------- |
| Num                    | Ciclista                 | Pos                    |
| 181                    | Michael Matthews (AUS)   | DNF                    |
| 182                    | Sam Bewley (NZL)         | DNF                    |
| 183                    | Kevin Colleoni (ITA)     | 74.                    |
| 184                    | Tsgabu Grmay (ETH)       | DNF                    |
| 185                    | Alexander Konychev (ITA) | DNF                    |
| 187                    | Matteo Sobrero (ITA)     | DNF                    |

| Team DSM DSM | Team DSM DSM            | Team DSM DSM |
| ------------ | ----------------------- | ------------ |
| Num          | Ciclista                | Pos          |
| 191          | Nikias Arndt (GER)      | DNF          |
| 192          | Marco Brenner (GER)     | DNF          |
| 193          | Romain Combaud (FRA)    | 61.          |
| 194          | Chris Hamilton (AUS)    | DNF          |
| 195          | Leon Heinschke (GER)    | DNF          |
| 196          | Joris Nieuwenhuis (NED) | 39.          |

| Trek-Segafredo TFS | Trek-Segafredo TFS           | Trek-Segafredo TFS |
| ------------------ | ---------------------------- | ------------------ |
| Num                | Ciclista                     | Pos                |
| 201                | Gianluca Brambilla (ITA)     | DNF                |
| 202                | Dario Cataldo (ITA)          | 56.                |
| 203                | Alexander Kamp (DEN)         | 38.                |
| 204                | Antonio Tiberi (ITA)         | 71.                |
| 205                | Quinn Simmons (USA)          | 7.                 |
| 206                | Toms Skujiņš (LAT) (estrada) | 16.                |
| 207                | Edward Theuns (BEL)          | 84.                |

| UAE Team Emirates UAD | UAE Team Emirates UAD      | UAE Team Emirates UAD |
| --------------------- | -------------------------- | --------------------- |
| Num                   | Ciclista                   | Pos                   |
| 211                   | Tadej Pogačar (SLO)        | 1.                    |
| 212                   | Mikkel Bjerg (DEN)         | DNF                   |
| 213                   | Alessandro Covi (ITA)      | 28.                   |
| 214                   | Maximiliano Richeze (ARG)  | DNF                   |
| 215                   | Vegard Stake Laengen (NOR) | DNF                   |
| 216                   | Marc Soler (ESP)           | 79.                   |
| 217                   | Diego Ulissi (ITA)         | 23.                   |

Convenções:
- AB: Abandono
- FLT: Retiro por chegada fora do limite de tempo
- NTS: Não tomou a saída
- DES: Desclassificado ou expulsado

## UCI World Ranking
A Strade Bianche outorgou pontos para o UCI World Ranking para corredores das equipas nas categorias UCI WorldTeam, UCI ProTeam e Continental. As seguintes tabelas são o barómetro de pontuação e os dez corredores que obtiveram mais pontos:
| Posição   | 1.º | 2.º | 3.º | 4.º | 5.º | 6.º | 7.º | 8.º | 9.º | 10.º | 11.º | 12.º | 13.º | 14.º | 15.º-20.º | 21.º-30.º | 31.º-50.º | 51.º-55.º | 56.º-60.º |
| Pontuação | 300 | 250 | 215 | 175 | 120 | 115 | 95  | 75  | 60  | 50   | 40   | 35   | 30   | 25   | 20        | 12        | 5         | 2         | 1         |

| Classificação |                    |                                    |        |
| Posição       | Ciclista           | Equipa                             | Pontos |
| ------------- | ------------------ | ---------------------------------- | ------ |
| 1.º           | Tadej Pogačar      | UAE Emirates                       | 300    |
| 2.º           | Alejandro Valverde | Movistar                           | 250    |
| 3.º           | Kasper Asgreen     | Quick-Step Alpha Vinyl             | 215    |
| 4.º           | Attila Valter      | Groupama-FDJ                       | 175    |
| 5.º           | Pello Bilbao       | Bahrain Victorious                 | 120    |
| 6.º           | Jhonatan Narváez   | Ineos Grenadiers                   | 115    |
| 7.º           | Quinn Simmons      | Trek-Segafredo                     | 95     |
| 8.º           | Tim Wellens        | Lotto Soudal                       | 75     |
| 9.º           | Simone Petilli     | Intermarché-Wanty-Gobert Matériaux | 60     |
| 10.º          | Sergio Higuita     | Bora-Hansgrohe                     | 50     |